# Hardy Åström
Hardy Åström, född 29 mars 1951 i Svartöstaden, Luleå, är en svensk före detta professionell ishockeymålvakt.
Åström har i Sverige spelat för Skellefteå, Modo och Södertälje. Han var med och vann SM-guld med Södertälje 1985. Åren 1977–1981 spelade Åström ishockey i Nordamerika, i NHL, för klubbarna New York Rangers och Colorado Rockies. Åström vaktade målet i 39 A-landskamper för Sverige samt 15 matcher i svenska B-landslaget Vikingarna. Åström var med i landslaget 1977 när det blev ett VM-silver i Wien. Han vaktade även Sveriges mål i Canada Cup 1976.